# Mouvement populaire pour le salut de l'Azawad
Ne doit pas être confondu avec Mouvement pour le salut de l'Azawad.
Le Mouvement populaire pour le salut de l'Azawad (MPSA) est un groupe armé actif dans le nord du Mali, né le 26 août 2014 d'une scission du Mouvement arabe de l'Azawad.

## Logos et drapeaux

Drapeau du MPSA.

## Création
Le MPSA est créé le 26 août 2014, pendant les pourparlers d'Alger entre le gouvernement malien et les groupes armés rebelles du nord du Mali. La participation de ce mouvement à la deuxième phase des pourparlers est finalement acceptée par les autres groupes.

## Idéologie et objectifs
Le MPSA affirme reconnaître le drapeau malien, il se présente comme un mouvement à caractère national politiquement, et non comme un groupe armé tribal. Le MPSA affirme également ne pas être un groupe indépendantiste et ne pas souhaiter la partition du Mali. Il réclame cependant l'autodétermination de l'Azawad.

## Effectifs
En juillet 2015, selon Baba Ahmed, journaliste de Jeune Afrique, le MPSA compterait 300 combattants.

## Organisation
Le jour de sa création le MPSA annonce la composition de son bureau exécutif provisoire :
- Secrétaire général : Boubacar Sedigh Ould Taleb
- Secrétaire aux relations extérieures : Dah Ould El Bechir
- Secrétaire aux relations extérieures adjoint : Ahmed Ag Mohamed Saleh
- Secrétaire Politique : Ahmed Al Ansary
- Secrétaire Politique Adjoint : Naji El Arby Ould Aly
- Porte parole : Alhousseyne Ag Issa
- Porte parole Adjoint : El Haj Sid´Amar Ben Naji
- Trésorier General : Mohamed El Oumrany
- Trésorier General Adjoint : Alhousseyne Ag Mohamed Salah
- Secrétaire à l'organisation : Oumar Ag Idoual (démission octobre 2014)
- Secrétaire à l'organisation adjoint : Abderahmane Ag Mohamed
- Commissaire aux conflits : Sidi Mohamed Ould Ebchyer
- Délégué auprès de la République du Burkina Faso : Mohamed Yahya Ould Sidi Oumar

## Affiliations
Le 11 novembre 2017, le MPSA fonde avec d'autres groupes la Coordination des mouvements de l’entente (CME),.